# Jakarta-Centre
Jakarta Centre (indonésien : Jakarta Pusat) est une des cinq kota (municipalités) qui forment Jakarta, la capitale de l'Indonésie. Sa population était de 898 883 habitants d'après le recensement national de 2010.

## Kecamatan(districts)

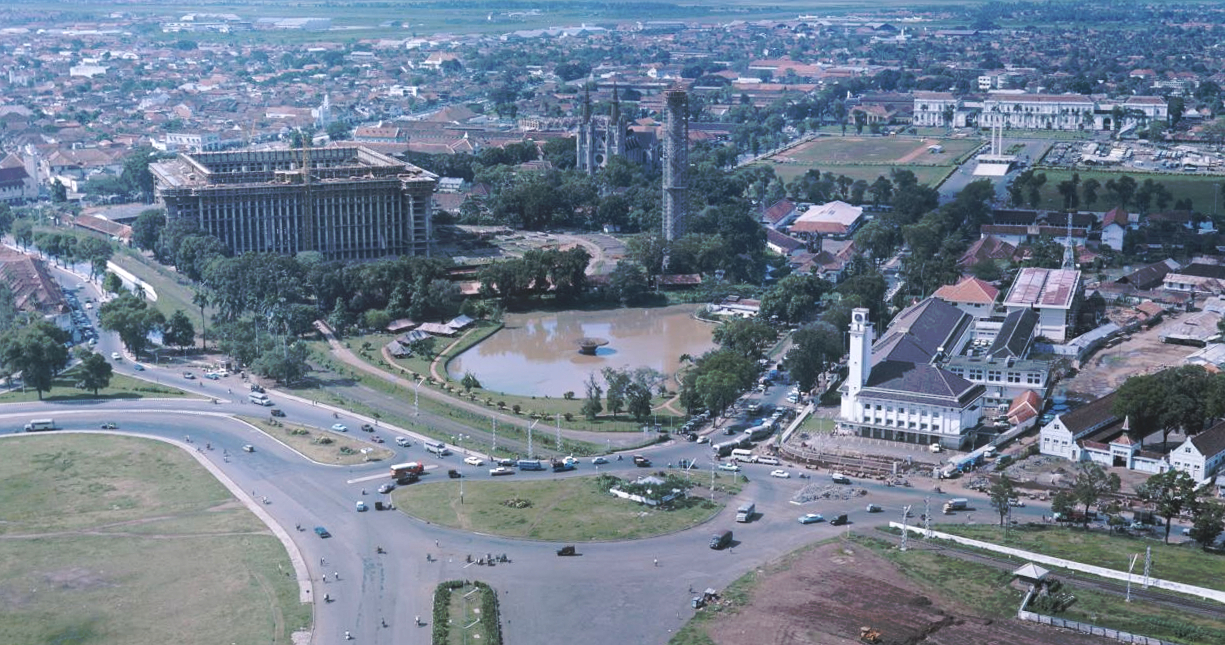
Vue de Jakarta Centre vers le nord-est depuis le Monument national dans les années 1970. On aperçoit la mosquée Istiqlal en cours de construction.

Jakarta Centre est limitrophe des quatre autres municipalités de Jakarta : Jakarta Nord, Jakarta Est, Jakarta Sud et Jakarta Ouest. Elle est divisée en huit kecamatan (districts) :
- Cempaka Putih,
- Gambir,
- Johar Baru,
- Kemayoran,
- Menteng,
- Sawah Besar,
- Senen,
- Tanah Abang.

## Économie
- Le centre commercial Sarinah.

## Éducation
- L'Institut français d'Indonésie : cours de français langue étrangère.

## Galerie

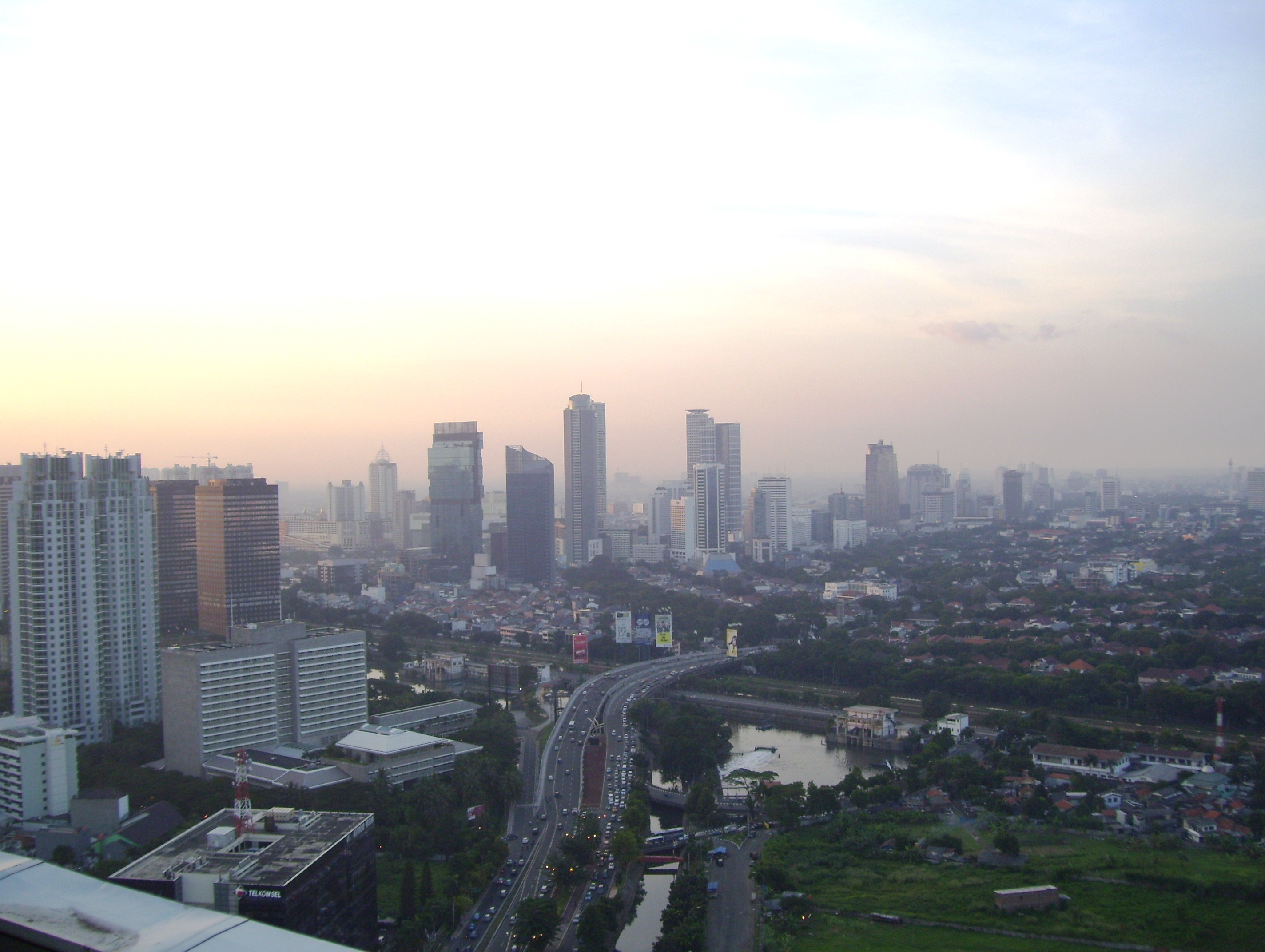
La Jalan HR Rasuna Said vue de la tour Imperium.
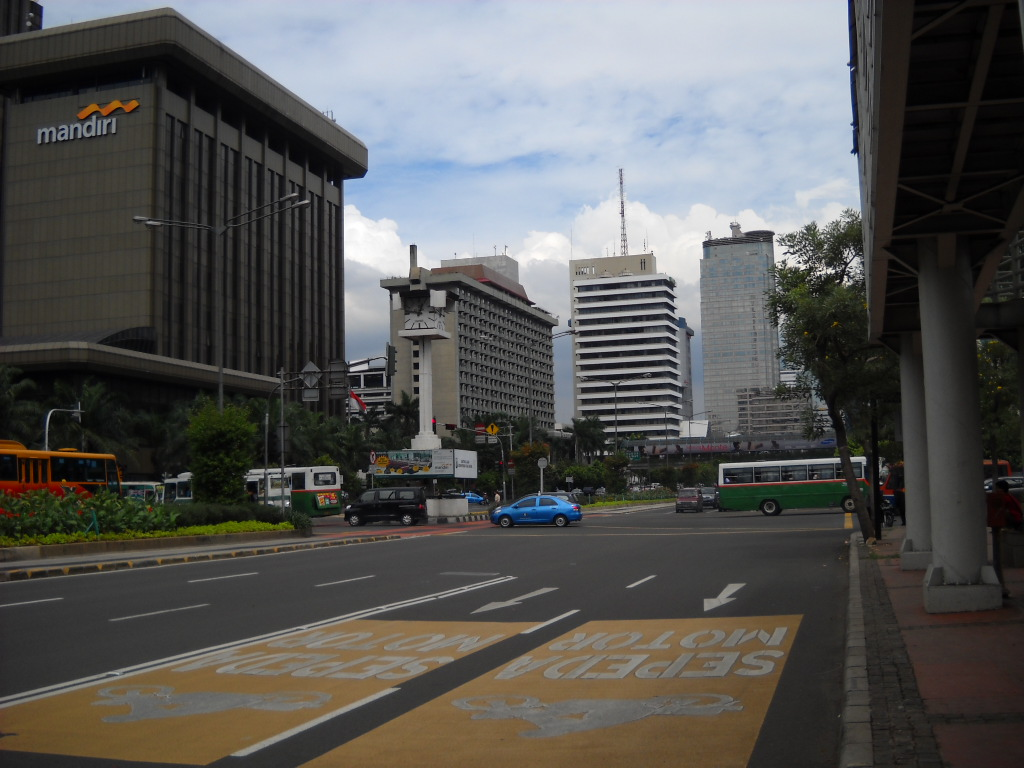
Intersection proche des bureaux de la banque Syariah Mandiri.
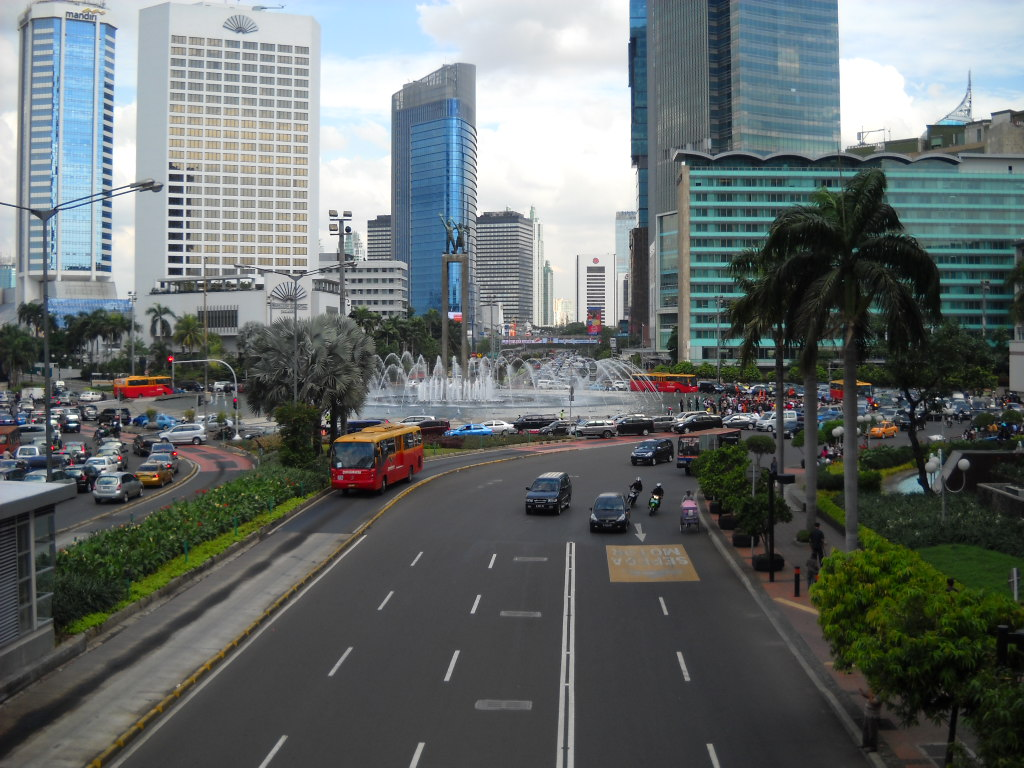
Le rond-point de l'hôtel Indonesia.
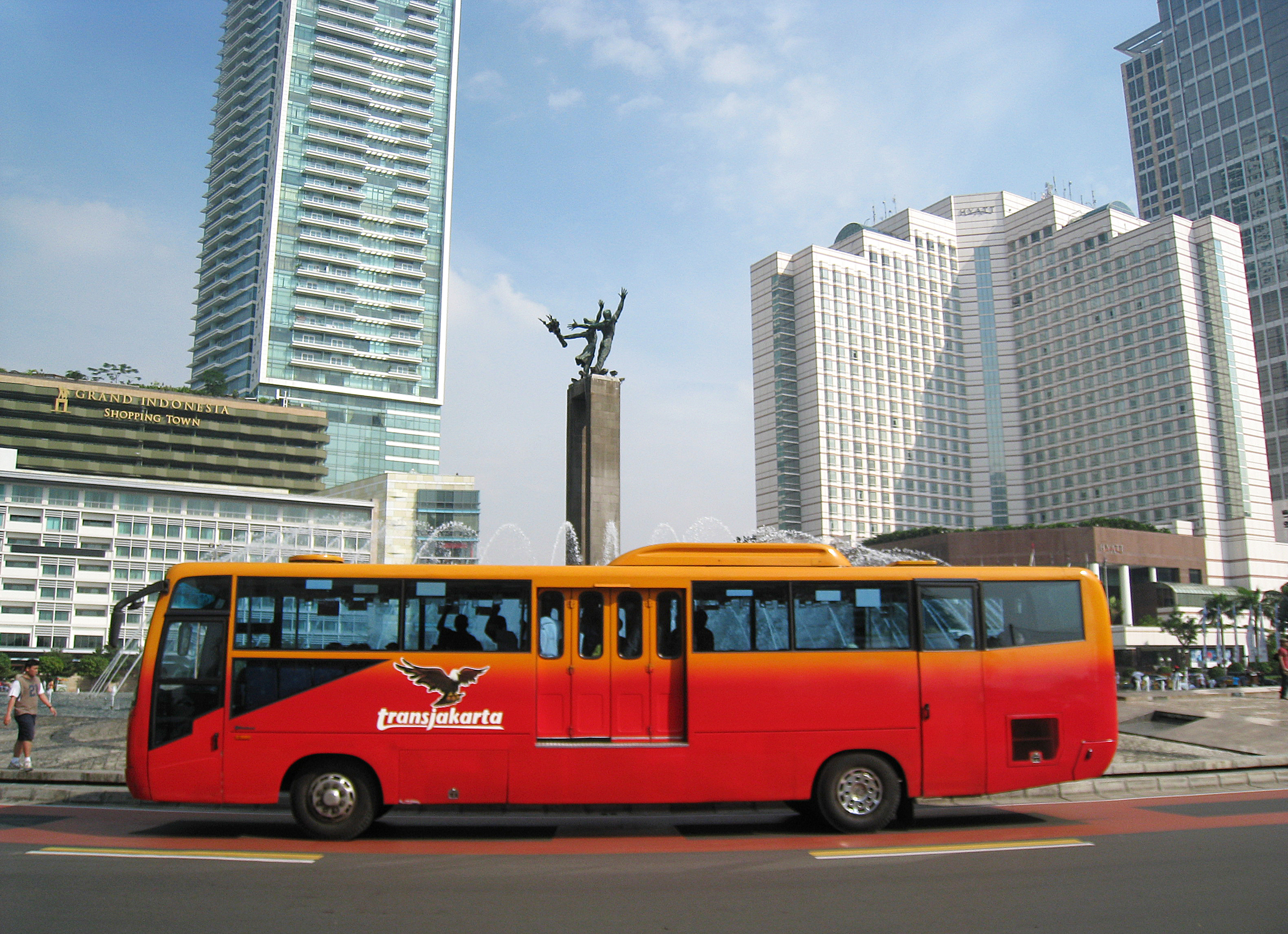
Un bus TransJakarta en face du rond-point.
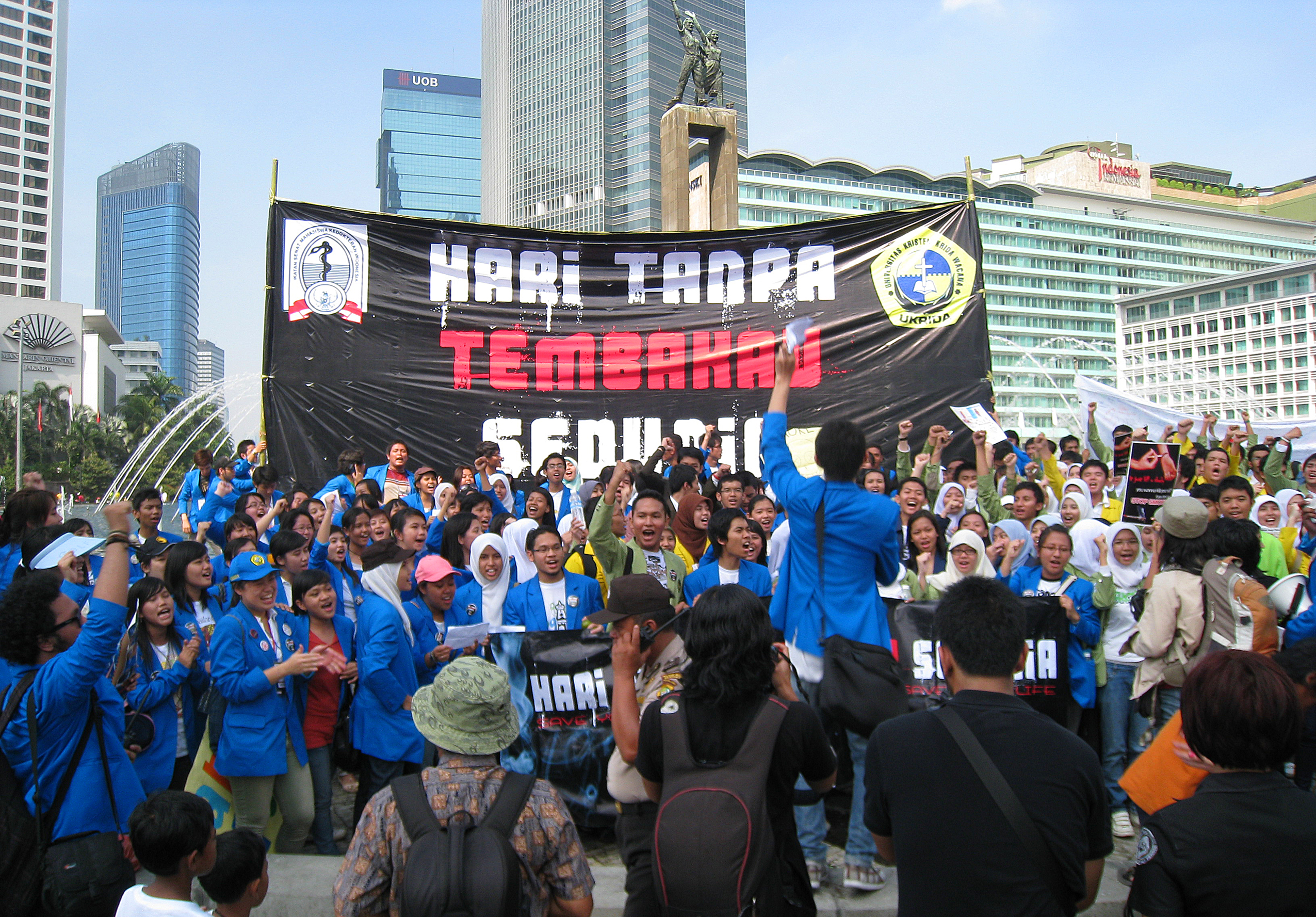
Célébration du jour mondial sans tabac.
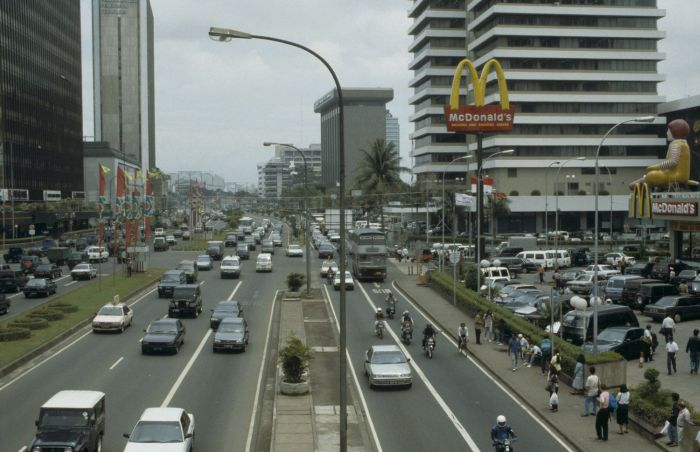
La Jalan M. H. Thamrin avant la construction du TransJakarta
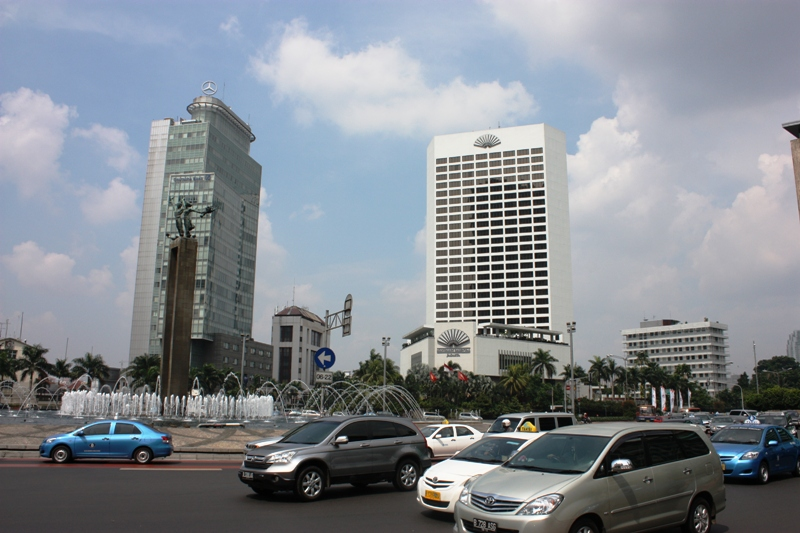
L'hôtel Mandarin Oriental, l'ambassade d'Allemagne et la Deutsche Bank
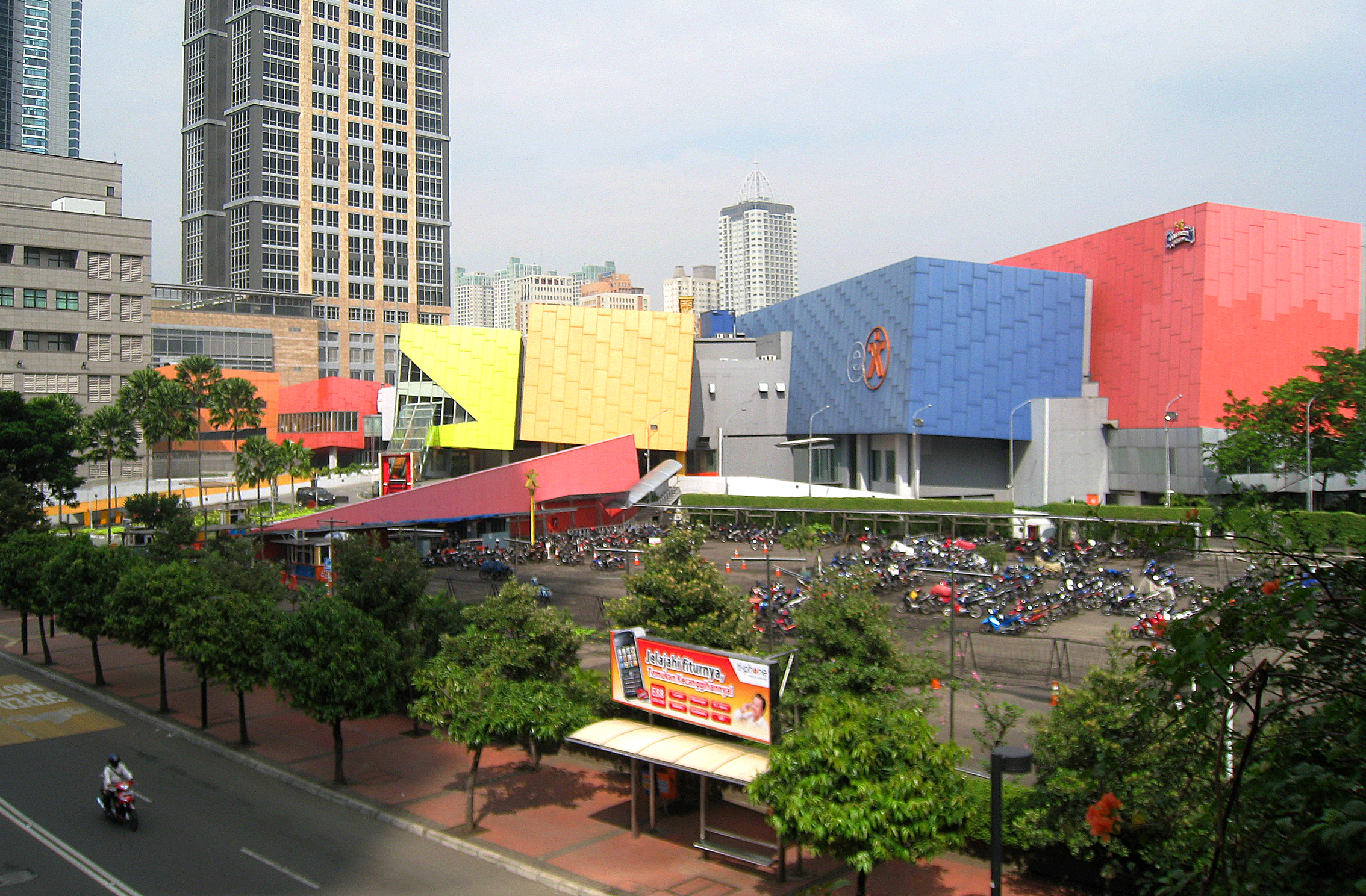
Place e'X